# ASIS International
ASIS International, con sede en Alexandria, Virginia, es una organización profesional que reúne a profesionales de la seguridad Emite diversas certificaciones, estándares, y directrices para la profesionalización de la seguridad.
Esta tiene la particularidad de no ser considerada un sindicato profesional por no coincidir con la de una corporación. Los miembros provienen de diferentes orígenes: seguridad privada, la policía, la defensa nacional, criminologos, los administradores de seguridad, consultores, proveedores de servicios, fabricantes de equipos de seguridad, inteligencia, etc.
Fundada en 1955 como la Sociedad Americana de Seguridad Industrial (ASIS), la organización cambió oficialmente su nombre en 2002 a ASIS International para reflejar la expansión internacional de ASIS, que ahora incluye miembros en más de 125 países. El nombre "Sociedad Americana para la Seguridad Industrial" ya no existe excepto en documentos legales históricos.
El "Seminario y Exposiciones Anuales Internacionales de ASIS" llamado GSX, es un evento educativo y de negocios en la industria de la seguridad.

## Programas de certificación
ASIS administra tres programas profesionales de certificación: "Certified Protection Professional" (CPP), "Professional Certified Investigator" (PCI) y "Physical Security Professional" (PSP).